# Mario Celio
Mario Celio (Avezzano, 21 gennaio 1921 – L'Aquila, 31 maggio 1944) è stato un partigiano italiano, medaglia d'oro al valor militare alla memoria.

## Biografia
Chiamato alle armi, aveva partecipato come caporale carrista alle operazioni belliche in Africa settentrionale. Al momento dell'armistizio il giovane si trovava dai suoi, in licenza di convalescenza. Non esitò a lasciare Avezzano per prendere parte alla guerra di liberazione, nella quale si distinse, a più riprese, per il suo coraggio. Fu fucilato a L'Aquila, dopo il fallimento di un tentativo di liberare i detenuti politici rinchiusi nel carcere di Avezzano e in procinto di essere deportati in Germania. Per portare a compimento la sua azione, Celio finse di arruolarsi nell'unità fascista "La Duchessa", ma il colpo non gli riuscì.